# La Vista (Nebraska)
La Vista je grad u američkoj saveznoj državi Nebraska. Prema popisu stanovništva iz 2010. u njemu je živjelo 15,758 stanovnika.